# بيانكا تشافيلد
بيانكا تشافيلد (بالإنجليزية: Bianca Chatfield)‏ هي لاعبة كرة الشبكة أسترالية، ولدت في 2 أبريل 1982 في Somerville, Victoria ‏ في أستراليا.

## روابط خارجية
- بيانكا تشافيلد على موقع اتحاد ألعاب الكومنولث (مؤرشف) (الإنجليزية)
- بيانكا تشافيلد على موقع اتحاد ألعاب الكومنولث (مؤرشف) (الإنجليزية)
- بيانكا تشافيلد على موقع دورة ألعاب الكومنولث 2006 (مؤرشف) (الإنجليزية)